# Marisa de Leza
María Luisa González Benés, Künstlername Marisa de Leza (geb. am 9. Juni 1933; gest. am 13. Oktober 2020), war eine spanische Film- und Theaterschauspielerin. 1956 spielte sie in Alexander der Große die Geliebte von König Philipp II. (Makedonien). Sie starb 2020 nach langer Krankheit im Alter von 87 Jahren in Madrid. Ihr Schaffen für Film und Fernsehen umfasst mehr als 50 Produktionen.

## Filmographie (Auswahl)
- 1950: I'm Not Mata Hari
- 1950: Apollo Theatre
- 1951: Day by Day
- 1951: Furrows
- 1951: Tercio de quites
- 1953: Die Liebenden von Toledo (Les amants de Tolède)
- 1953: Court of Justice
- 1953: Lovers of Toledo
- 1953: Fire in the Blood
- 1953: Under the Sky of Spain
- 1953: Flight 971
- 1954: La patrulla
- 1956: Alexander der Große (Alexander the Great)
- 1956: Andalusia Express
- 1956: Between Time and Eternity
- 1956: Mi permette, babbo!
- 1957: El andén
- 1958: The Sun Comes Out Every Day
- 1958: La frontera del miedo
- 1959: Parque de Madrid
- 1959: Diego, der Geächtete (Diego Corrientes)
- 1960: The Gold Suit
- 1960: The Big Show
- 1961: La moglie di mio marito
- 1962: Cerca de las estrellas
- 1962: Cena de matrimonios
- 1963: La gran coartada
- 1964: Una madeja de lana azul celeste
- 1965: Destino: Barajas
- 1965: La otra orilla
- 1082: Valentina
- 1983: 1919, crónica del alba
- 1988: Caminos de tiza
- 2000: You're the One
- 2002: Primer y último amor
- 2005: Para que no me olvides